# Otohydra
Famille
Genre
Otohydra est un genre de cnidaires de la famille des Otohydridae, dont il est le seul genre.

## Liste des espèces
Selon World Register of Marine Species (9 mars 2024) :
- Otohydra tremulans Lacassagne, 1973
- Otohydra vagans Swedmark & Teissier, 1958